# Half-Breed (альбом)
«Half-Breed» — десятий студійний альбом американської співачки і акторки Шер, що вийшов 27 жовтня 1973 на лейблі «MCA Records». Для створення альбому Шер повернулася до продюсера Снаффа Гарретта і аранжувальника Ела Кеппса. «Half-Breed» став другим записом на «MCA Records», й, як і попередні альбоми, також розкручувався Шер на телешоу «The Sonny & Cher Comedy Hour». Альбом неоднозначно оцінили критики і 4 березня 1974 року він став «золотим». Це був другий альбом співачки, який отримав сертифікацію RIAA.

## Про альбом
«Half-Breed» став другим альбомом Шер, що вийшов 1973 року. Після провалу попереднього альбому, «Bittersweet White Light», виконаного у стилі традиційної поп-музики, Шер назавжди відмовилася від продюсування своїх альбомів її чоловіком, Сонні Боно. Після успіху пісні «Gypsys, Tramps & Thieves» і мінорного хіта «Foxy Lady», до співпраці з Шер повернувся продюсер Снафф Гарретт, записавши ще один альбом у стилі оповідної балади, «Half-Breed».
Вступний трек альбому — це був кавер до пісні-хіта Пола і Лінди Маккартні «My Love», яка вийшла в березні 1973 року. У альбомі були ще два кавери: «How Can You Can You Mend a Broken Heart» (гурт «Bee Gees») і «The Long and Winding Road» (гурт «The Beatles»). Всі пісні-кавери, представлені Шер в альбомі, спочатку були хітами «номер один» оригінальних виконавців в американському чарті «Billboard 200» на початку 1970-х років.
У написанні пісні «David's Song» і аранжуваннях для альбому брав участь Девід Пейч. Останню пісня альбому, «Chastity's Sun», переписала і доповнила власноруч Шер. Спочатку названа «Ruby Jean & Billy Lee», це була пісня софт-рок-гурту «Seals and Crofts», вийшла у їхньому альбомі «Diamond Girl» 1973 року. Переписана Шер версія пісні була присвятою її першій дитині Честіті Боно. Це був перший досвід Шер, як піснярки.
У серпні 1993 року оригінальна версія «Half-Breed» була об'єднана з альбомом «Dark Lady» і вийшов на одному компакт-диску. Цей реліз, який отримав назву «Half Breed/Dark Lady», містив всі треки обох оригінальних альбомів. У той же час на різних лейблах вийшло ще кілька бюджетних CD-видань з «Half Breed» (у назві був відсутній дефіс). Ці видання з різними обкладинками містили лише два треки з оригінального альбому і різні пісні з інших альбомів Шер початку 1970-х. Оригінальний «Half-Breed» ніколи не видавався на компакт-диску.

## Оцінки критиків
«Half-Breed» отримав неоднозначні відгуки музичних критиків. Оглядач Пітер Фоутроп з «AllMusic» дав альбому три з половиною зірки і зазначив, що заголовна композиція — «заголовна пісня, єдина, яка змогла б потрапити до збірки найкращих хітів», і що «є багато інших мелодійних, хіпі-стилізованих пісень, написаних, мабуть, вночі біля багаття». Щодо стилю альбому, він говорив: «Гірко-солодка меланхолія від початку до кінця, не позбавлена чарівності». Оглядач журналу «Rolling Stone», Пол Гамбаччіні, дав негативний відгук альбому і продюсерській роботі Снаффа Гарретта, але щодо Шер він сказав, що «дивно сильний голос Шер використовується неефективно, і сумно чути його у цій нісенітниці».

## Комерційний успіх
«Half-Breed» дебютував у чарті «Billboard 200» на 171 сходинці наприкінці вересня 1973 року, у підсумку він досяг 28 сходинки. У 1974 році альбом отримав золоту сертифікацію, його продажі досягли 500 000 копій в Північній Америці.
Альбом також потрапив до канадського чарту альбомів, де досяг 21 сходинки. У Європі він потрапив тільки до норвезького альбомного чарту. Як і ряд попередніх альбомів Шер, він не потрапив до «UK Albums Chart».

## Сингли
Як і у попередніх успішних альбомах Шер, «Gypsys, Tramps & Thieves» і «Foxy Lady», вийшло лише два сингли. Пісня «Half-Breed» стала першим синглом, вона розповідала про молоду жінку, яка є наполовину білою, наполовину черокі, і описує проблеми, з якими вона стикається. У пісні розповідається про те, як білі і корінні американці не приймали її за «свою», кажучи їй, що вона була «білою за законом». Це була друга пісня Шер, яка посіла першу сходинку в «Billboard Hot 100» і досягла максимальної третьої сходинки в чарті «Adult Contemporary». Це був другий «золотий» сингл Шер, продажі якого склали близько 1 мільйона копій. Також вона досягла першої сходинки в чартах Канади та Нової Зеландії. Пісня виконувалася Шер наживо на телешоу «The Sonny & Cher Comedy Hour», де вона була одягнена в костюм індіанки. Шер співала пісню верхи на коні перед білим екраном, під час виконання були показані символи корінних американців — костюми, різьблення по дереву, вогонь. Другий і останній сингл «Carousel Man» вийшов як промо у 1974 році. Його розіслали тільки радіо-ді-джеям у 1973 році і він зумів посісти 11 сходинку в чарті «Billboard Airplay».

## Трек-лист
| Перша сторона | Перша сторона                      | Перша сторона                 | Перша сторона |
| #             | Назва                              | Автор                         | Тривалість    |
| ------------- | ---------------------------------- | ----------------------------- | ------------- |
| 1.            | «My Love»                          | Пол Маккартні Лінда Маккартні | 3:31          |
| 2.            | «Two People Clinging to a Thread»  | Глорія Склеров Гаррі Ллойд    | 2:40          |
| 3.            | «Half-Breed»                       | Мері Дін Ел Кеппс             | 2:42          |
| 4.            | «The Greatest Song I Ever Heard»   | Дік Холлер                    | 2:48          |
| 5.            | «How Can You Mend a Broken Heart?» | Баррі Гібб Робін Гібб         | 3:21          |
| 6.            | «Carousel Man»                     | Джонні Даррілл                | 3:02          |

| Друга сторона | Друга сторона               | Друга сторона                   | Друга сторона |
| #             | Назва                       | Автор                           | Тривалість    |
| ------------- | --------------------------- | ------------------------------- | ------------- |
| 1.            | «David's Song»              | Девід Пейч                      | 3:24          |
| 2.            | «Melody»                    | Кліфф Кроффорд Томас Л. Гарретт | 2:34          |
| 3.            | «The Long and Winding Road» | Джон Леннон П. Маккартні        | 3:10          |
| 4.            | «This God-Forsaken Day»     | Джек Сігал                      | 2:43          |
| 5.            | «Chastity Sun»              | Даш Крофтс Джеймс Сілс Шер      | 4:14          |

## Творці альбому
- Шер — головний вокал
- Снафф Гарретт — продюсер звукозапису
- Ел Кеппс — аранжування
- Девід Пейч — аранжування
- Ленні Робертс — інженер звукозапису
- Річард Гран — концепція обкладинки альбому
- Джин Тріндл — фото обкладинки
- Дж. Інгстід — лайнер-фото

## Чарти і сертифікації
| Чарт (1973)                         | Позиція |
| ----------------------------------- | ------- |
| Австралія (Australian Albums Chart) | 65      |
| Канада (Canadian Albums Chart)      | 21      |
| Норвегія (Norway Album Chart)       | 18      |
| США (US Billboard 200)              | 28      |

| Країна                                                 | Сертифікація | Продано  |
| ------------------------------------------------------ | ------------ | -------- |
| США (RIAA)                                             | Золото       | 500,000^ |
| ^цифри відвантаження, засновані тільки на сертифікації |              |          |